# Ír szetter
Az ír szetter (Irish Setter) ír kutyafajta.

## Történet
Kialakulása az 1700-as évekre tehető. Írországból származó fajta. Kialakításában szerepe lehetett az ír vízispánielnek, a gordon szetternek és a springer spánielnek.

## Külleme
Marmagassága 58-67 centiméter, tömege 25-32 kilogramm. Vörös-fehér színezetű rokonainál kecsesebb felépítésű, élénk, mozgékony, játékra mindig kész kutya. Népszerű családi kedvenc, de nem szabad elfelejteni, hogy sok mozgást és foglalkozást igényel. Más szettereknél lényegesen nehezebben szoktatható engedelmességre, de kellő kitartással nagyszerű társsá nevelhető. Mellkasán gyakran látható kisebb fehér folt, ami nem számít diszkvalifikációs hibának a kiállításokon. Hosszú szőrzete rendszeres ápolást igényel.

## Jelleme
Természete mozgékony és ragaszkodó. Ha nem csak vadászati célra szeretnék, családi kutyának is tökéletes. Igen önfejű kutya, de következetes tanítás mellett nagyon szófogadóak és tanulékonyak. A jól szocializált ír szetterek nagyon jámbor természetűek (ez minden kutyára igaz). 

## Képgaléria

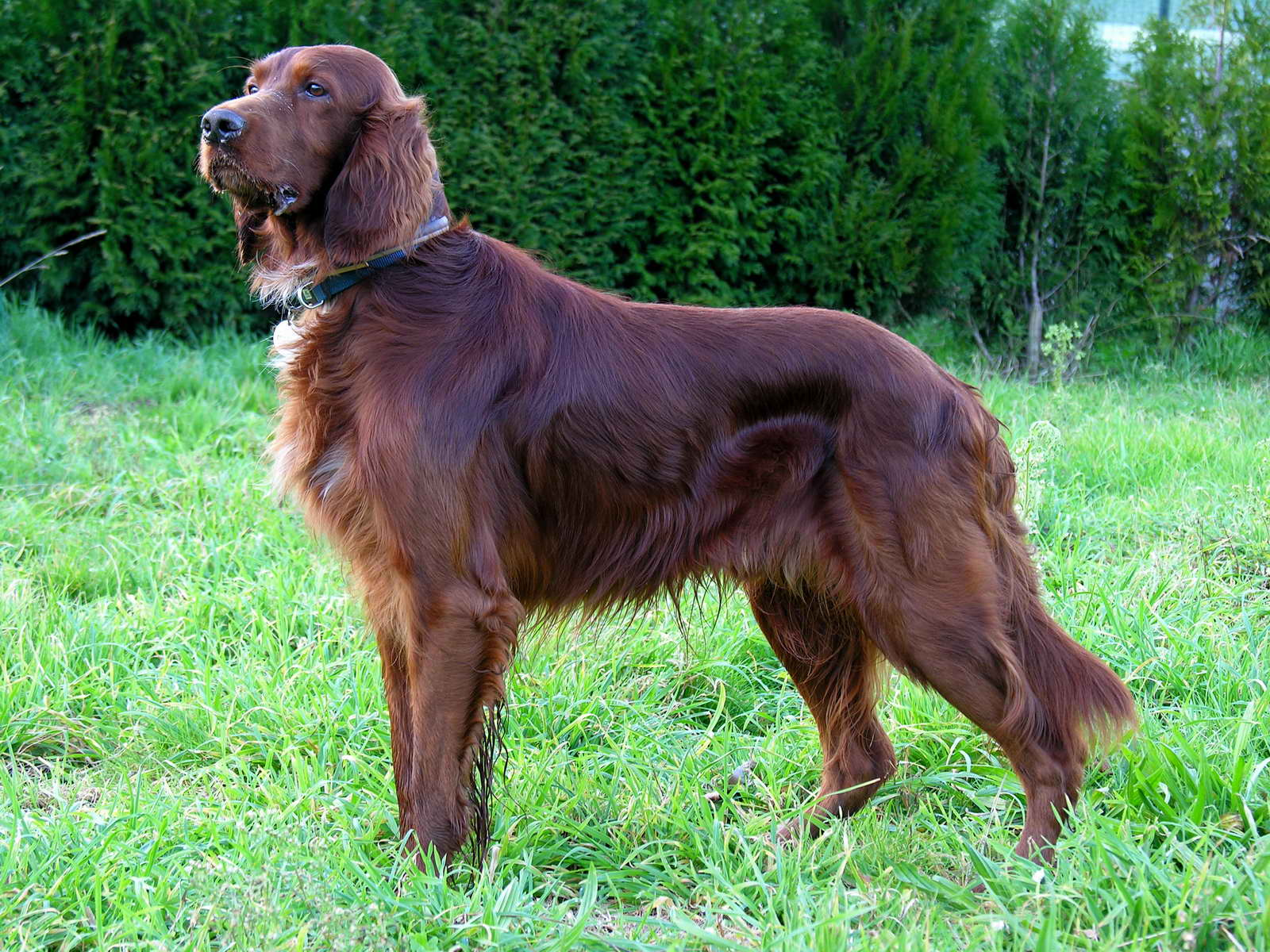
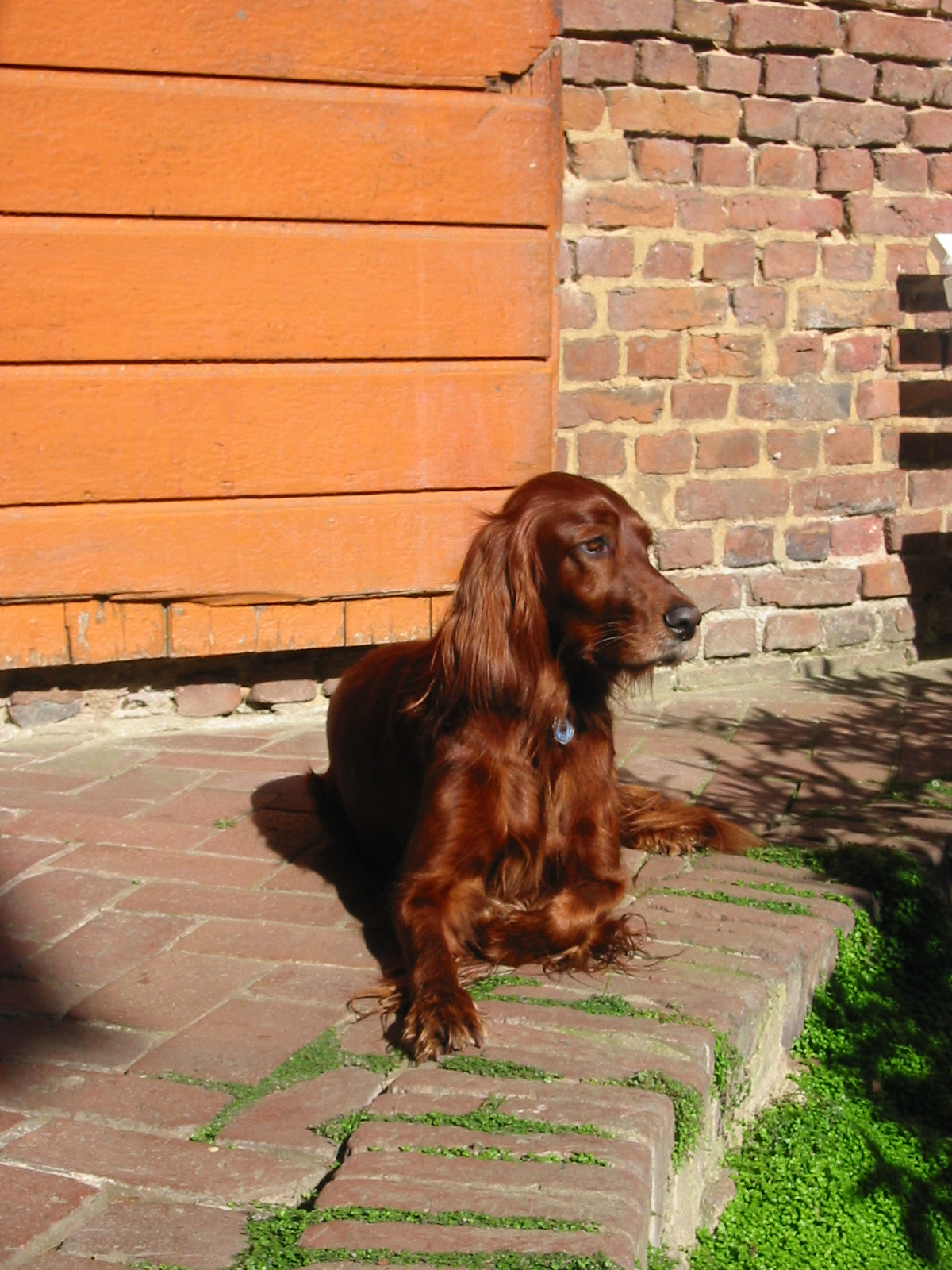
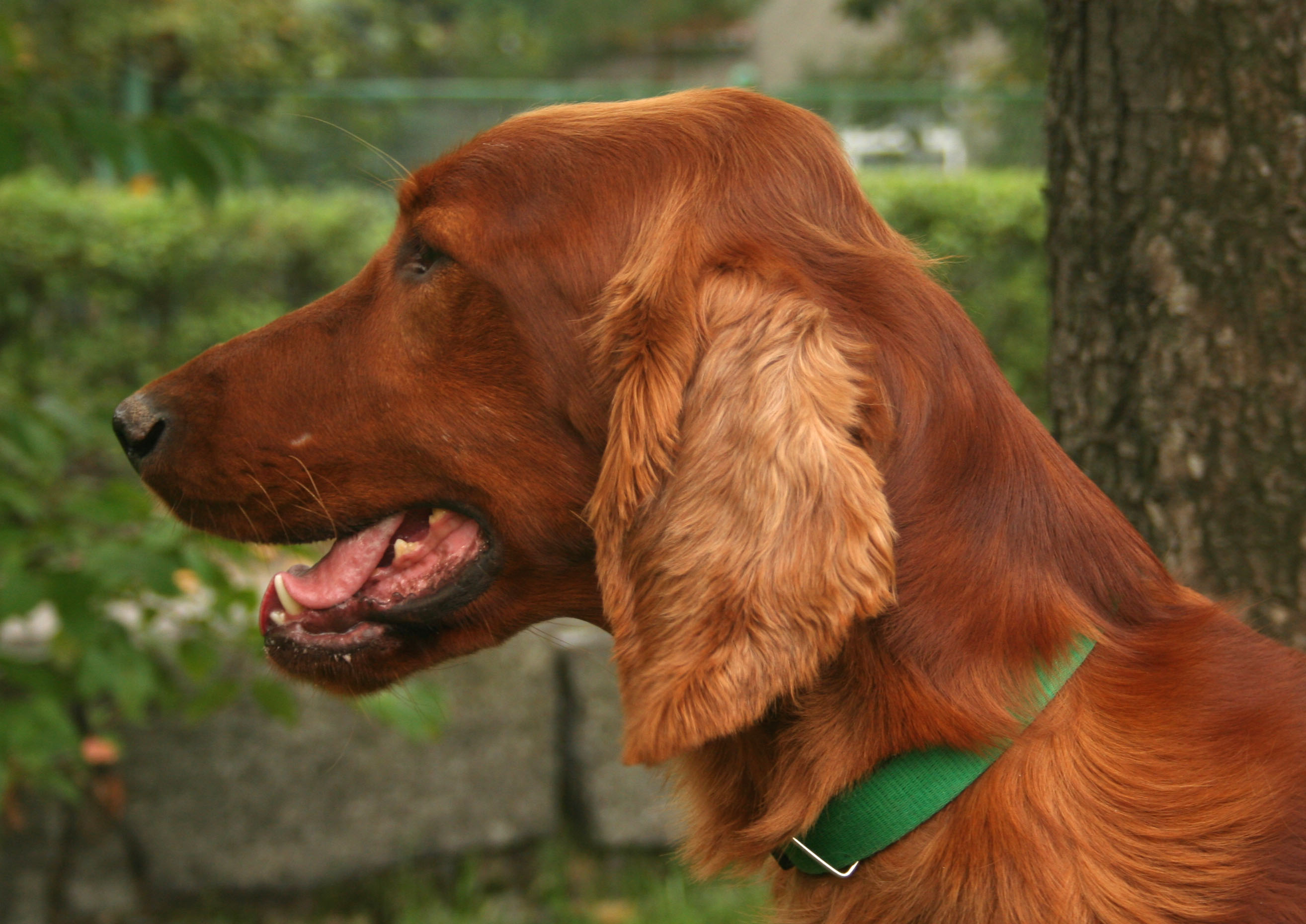
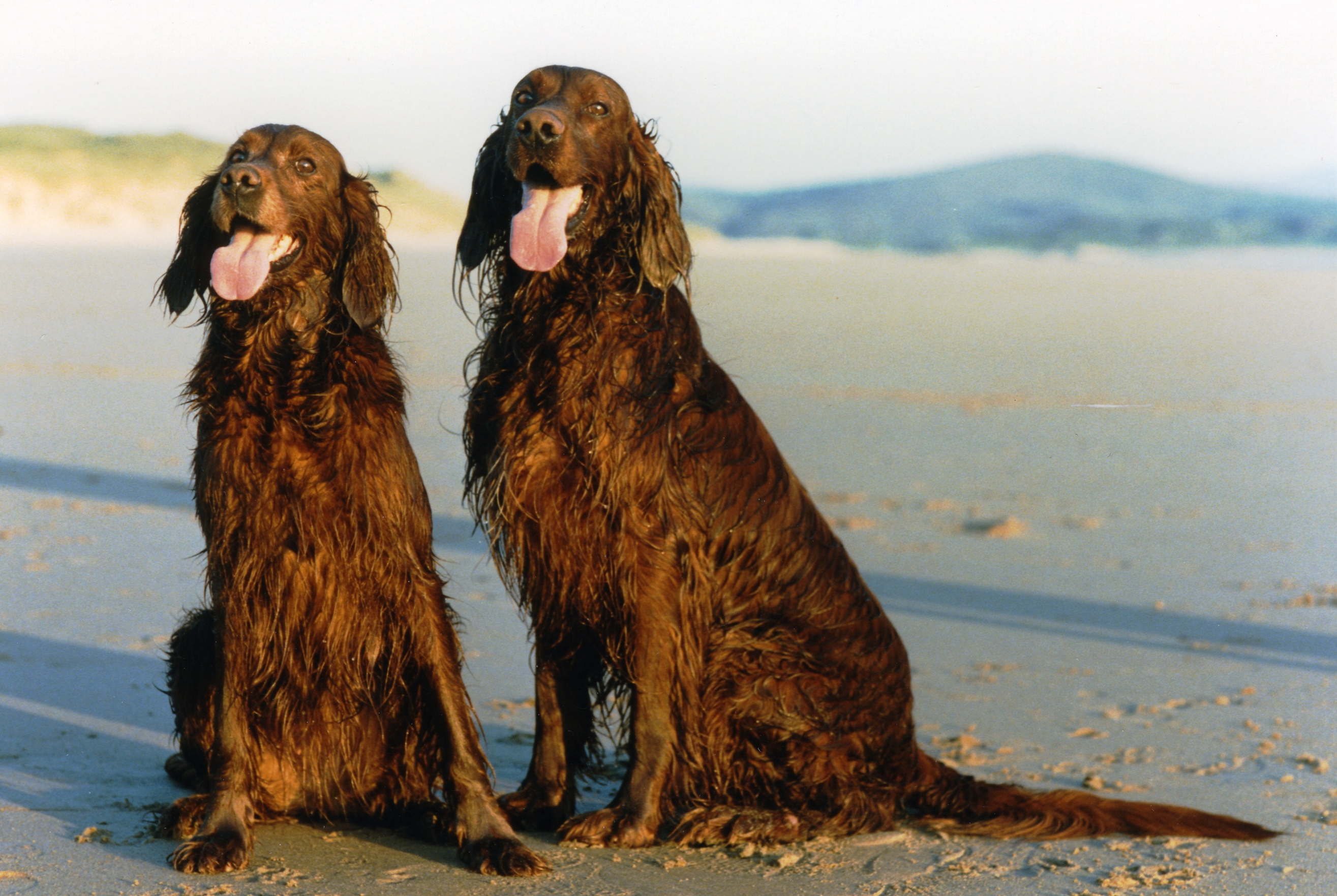
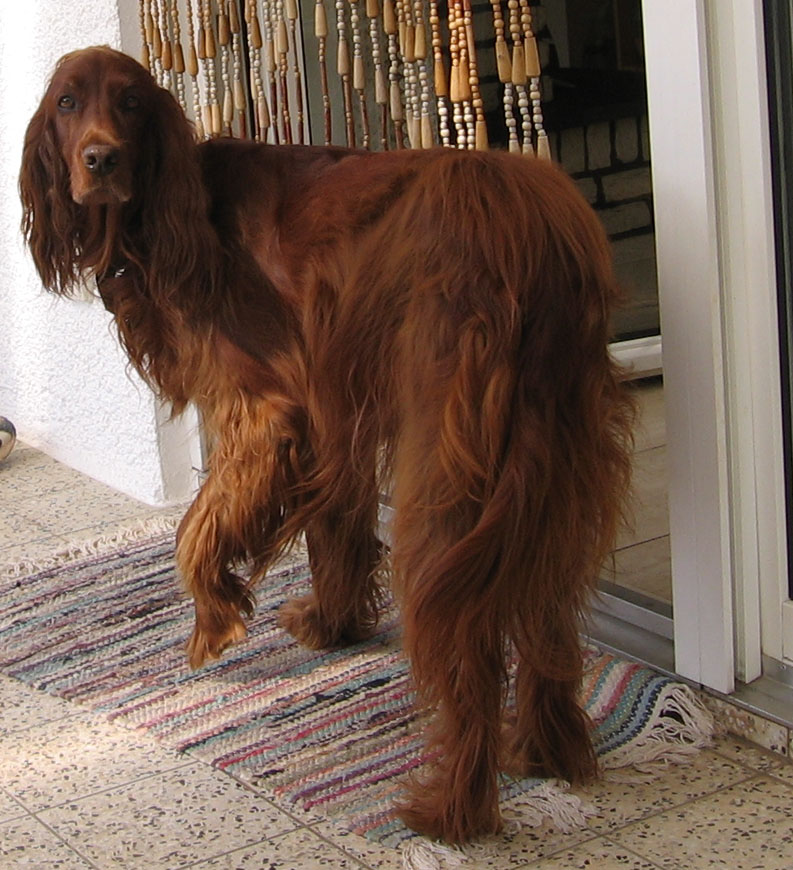